# Leander
Pour les articles homonymes, voir Leander (homonymie).
Leander est un jeu vidéo d'action/plates-formes développé par Traveller's Tales et édité par Psygnosis en 1991 sur Amiga et Atari ST. Le jeu a été édité sur Mega Drive en 1992, sous le titre The Legend of Galahad.

## Synopsis
Dans un univers médiéval-fantastique, la princesse Lucanna a été enlevée par le perfide Thanatos, menaçant par là même l'équilibre du Royaume. Leander, capitaine de la Garde, se voit chargé de délivrer la jeune femme. Le joueur doit mener le chevalier à travers 21 niveaux pour une aventure plutôt classique à la réalisation charmante.

## Développement
Leander est la première production de Traveller's Tales, un studio britannique qui prendra une dimension certaine par la suite, écoulant 38 millions d'exemplaires de jeux en quinze ans.
- Game design : Jon Burton, Andy Ingram
- Graphisme : Andy Ingram
- Conception additionnelle des créatures : Simon James
- Programmation : Jon Burton
- Musique & effets sonores : Tim Wright, Lee Wright, Matthew Simmonds, Jon Burton

## Versions
Leander a été porté sur Atari ST par Philipp Wyatt pour WJS Design. Electronic Arts a édité le jeu sur Mega Drive en 1992. La version américaine est simplement titrée Galahad.